# Lasiodora pantherina
Lasiodora pantherina là một loài nhện trong họ Theraphosidae.
Loài này thuộc chi Lasiodora. Lasiodora pantherina được Eugen von Keyserling miêu tả năm 1891.